# Om Kristus döljes nu för dig
Om Kristus döljes nu för dig är en psalm av Olof Johannes Arbman från 1927 vars text genomgått en lättare bearbetning utan angivande av vem som gjort insatsen. Den publicerades första gången 1933 i Arbmans samling "Stämda strängar".
Psalmen är skriven till en mycket gammal melodi av Burkhard Waldis som publicerades 1553.
Texten blir fri för publicering 2025, 70 år efter att upphovsmannen avlidit.

## Publicerad som
- Nr 115 i 1937 års psalmbok under rubriken "Tiden efter Påsk".
- Nr 471 i Den svenska psalmboken 1986 under rubriken "Påsk".